# Le Crime de Rouletabille
Le Crime de Rouletabille est un roman policier de Gaston Leroux, paru en feuilleton en 1921.  Il s'agit de la septième et avant-dernière aventure de la série des Rouletabille.

## Historique
Après sa parution en feuilleton dans deux livraisons du magazine mensuel Je sais tout en octobre-novembre 1921, le roman est repris en volume l'année suivante chez Pierre Lafitte.
Il s'agit de l'avant-dernière aventure de Rouletabille.

## Résumé
Rouletabille se trouve accusé du meurtre d'un éminent professeur, Roland Boulenger, et de sa femme, Ivana, qui était la collaboratrice de ce dernier. Dans cette aventure, Leroux renoue avec les premières enquêtes de Rouletabille, surtout à la fin du livre, lorsque les révélations se déroulent au tribunal. Le narrateur de cette histoire se trouve être de nouveau Sainclair, qui racontait les premières aventures de Rouletabille.